# GNUzilla
GNUzilla est la version GNU de la suite Mozilla. Actuellement, seul IceCat, le navigateur web de GNUzilla, est disponible.
Son objectif est de doter les distributions GNU/Linux des dernières technologies Mozilla, tout en se libérant de contraintes liées à sa politique de marque.